# Kongens hjemkomst med Fionia
Kongens hjemkomst med Fionia er en dansk dokumentarfilm fra 1920.

## Handling
På kajen venter fremmødte honoratiores, den 21. december 1920, på motorskibet Fionia, der har kongeparret med hjem fra en rejse til London, Paris og Rom. Skibet dukker op i tågen og lægger til kaj. Kongefamilien går ombord for at hilse på kongen. Kong Christian 10. går fra borde, og hilser på de forskellige honoratiores. Dronning Alexandrine, kronprins Frederik og prins Knud ses.